# Bandiera Rossa
Bandiera Rossa (em italiano, "Bandeira Vermelha"), também chamada de Avanti Popolo, uma parte do seu primeiro verso, é uma das mais famosas canções do movimento operário italiano. Esta marcha militar exalta a bandeira vermelha, símbolo do socialismo e do comunismo. A letra foi composta por Carlo Tuzzi em 1908; a música foi extraída de canções folclóricas da Lombardia.
Além da primeira letra em italiano, existem inúmeras variantes que são identificadas com certos partidos socialistas e comunistas. Os dois últimos versos "Evviva il comunismo e la libertà" foram inseridos à letra após a subida de Benito Mussolini ao poder na Itália; ao mesmo tempo, a letra original começava com "Compagni avanti alla riscossa" e foi modificada para "Avanti o popolo, alla riscossa". A palavra "comunismo" ao final da música também é frequentemente substituída por "socialismo", especialmente nas versões mais recentes da canção.
Bandiera Rossa é citada na peça para piano The People United Will Never Be Defeated! de Frederic Rzewski.
Em 1975, o cantautor Branco de Oliveira fez uma versão portuguesa para o reportório do Coro do Teatro de São Carlos, que o gravou no EP "A Internacional", editado pela "Metro-Som". Esse registo viria a ser reeditado em CD na compilação "Cânticos Revolucionários em Português" da mesma editora.

## Excerto da letra
| Original em Italiano Avanti o popolo, alla riscossa Bandiera rossa, bandiera rossa Avanti o popolo, alla riscossa Bandiera rossa trionferà. Bandiera rossa la trionferà Bandiera rossa la trionferà Bandiera rossa la trionferà Evviva il socialismo e la libertà! Degli sfruttati l'immensa schiera La pura innalzi, rossa bandiera O proletari, alla riscossa Bandiera rossa trionferà. Bandiera rossa la trionferà Bandiera rossa la trionferà Bandiera rossa la trionferà Il frutto del lavoro a chi lavora andrà. Dai campi al mare, alla miniera All'officina, chi soffre e spera Sia pronto è l'ora della riscossa Bandiera rossa trionferà. Bandiera rossa la trionferà Bandiera rossa la trionferà Bandiera rossa la trionferà Soltanto il socialismo è vera libertà. Non più nemici, non più frontiere Sono i confini rosse bandiere O socialisti, alla riscossa Bandiera rossa trionferà. Bandiera rossa la trionferà Bandiera rossa la trionferà Bandiera rossa la trionferà Nel solo socialismo è pace e libertà. Falange audace cosciente e fiera Dispiega al sole rossa bandiera Lavoratori alla riscossa Bandiera rossa trionferà. Bandiera rossa la trionferà Bandiera rossa la trionferà Bandiera rossa la trionferà Evviva il comunismo e la libertà! | Tradução pra o português Avante o povo, para o resgate Bandeira rubra triunfará. Bandeira rubra triunfará Bandeira rubra triunfará Bandeira rubra triunfará Viva o socialismo e a liberdade! A imensa fileira dos explorados Erga alto a pura bandeira rubra Ó proletários, para o resgate Bandeira rubra triunfará. Bandeira rubra triunfará Bandeira rubra triunfará Bandeira rubra triunfará O fruto do trabalho a quem trabalha irá. Dos campos ao mar, até a mina À oficina, quem sofre e espera Esteja pronto, chegou a hora do resgate Bandeira rubra triunfará. Bandeira rubra triunfará Bandeira rubra triunfará Bandeira rubra triunfará Somente o socialismo é a verdadeira liberdade. Sem mais inimigos, sem mais fronteiras As bandeiras rubras são os limites Ó socialistas, para o resgate Bandeira rubra triunfará. Bandeira rubra triunfará Bandeira rubra triunfará Bandeira rubra triunfará Somente no socialismo há paz e liberdade. Falange audaz, consciente e altiva Desdobre ao sol a bandeira rubra Trabalhadores, para o resgate Bandeira rubra triunfará. Bandeira rubra triunfará Bandeira rubra triunfará Bandeira rubra triunfará Viva o comunismo e a liberdade! | Adaptação em português Bandeira rubra, rubra bandeira Avante povo, com sangue novo Bandeira rubra triunfará Bandeira rubra deve triunfar E Viva o Comunismo p'ra nos libertar Bandeira rubra deve triunfar E Viva o Comunismo p'ra nos libertar Nas oficinas dentro das minas 'Tão os que esperam E os que os esperam Vamos agora Está na hora Bandeira rubra triunfará Bandeira rubra deve triunfar E Viva o Comunismo p'ra nos libertar Bandeira rubra deve triunfar E Viva o Comunismo p'ra nos libertar Sem inimigos e sem fronteiras Somos unidos rubra bandeira Ó proletários dá-lhes resposta Bandeira rubra deve triunfar E Viva o Comunismo p'ra nos libertar Bandeira rubra deve triunfar E Viva o Comunismo p'ra nos libertar |
| | | |